# VfB 1909 Eisleben
VfB 1909 Eisleben was een Duitse voetbalclub uit Eisleben, Saksen-Anhalt.

## Geschiedenis
De club werd in 1909 opgericht en sloot zich aan bij de Midden-Duitse voetbalbond. Vanaf 1913 speelde de club in de nieuwe competitie van het Graafschap Mansfeld. De club werd de eerste kampioen en plaatste zich voor de Midden-Duitse eindronde, waar ze een 14-0 pak slaag kregen van SC Erfurt 1895. In 1917 werd de club opnieuw kampioen. De club zou in de eindronde aantreden tegen FC Germania Halberstadt, maar om een onbekende reden mocht de club niet deelnemen. Na dit seizoen werd de competitie opgedoekt en gingen de clubs in de Kyffhäuserse competitie spelen, waar ze laatste werden.
Na de oorlog werd de Kyffhäuserse competitie als tweede klasse ondergebracht in de Kreisliga Saale. De club eindigde hier in de middenmoot, maar in 1923 werd de Kreisliga ontbonden en de Kyffhäuserse competitie als Gauliga heropgewaardeerd tot hoogste klasse. Doordat geen enkele club in de Kreisliga speelde promoveerden bijna alle clubs naar de hoogste klasse. De club werd meteen kampioen en plaatste zich voor de eindronde, waar ze verloren van Naumburger SpVgg 05. Na twee mindere noteringen werden ze twee keer op rij kampioen in 1927 en 1928. In de eindronde verloren ze telkens in de eerste ronde van respectievelijk Weißenfelser FV Schwarz-Gelb 1903 en VfB Erfurt. Tot 1931 eindigde de club nog in de top drie.
In 1933 werd de Gauliga ingevoerd als nieuwe hoogste klasse in het Derde Rijk. De talloze competities van de Midden-Duitse bond werden opgedoekt en vervangen door de Gauliga Sachsen en Gauliga Mitte. De clubs werden echter te zwak bevonden voor de hoogste klasse en voor de Bezirksklasse Halle-Merseburg plaatsten zich enkel de top twee. Als voorlaatste in de stand bleef de club in de Kyffhäuserse competitie, die als Kreisklasse nu de derde klasse werd. De volgende jaren slaagde de club er ook niet meer in te promoveren. 
Na de Tweede Wereldoorlog werden alle Duitse voetbalclubs ontbonden. VfB werd niet meer heropgericht.

## Erelijst
Kampioen Graafschap Mansfeld
1914, 1917
Kampioen Kyffhäuser
1924, 1927, 1928